# Diethild Buchheim
Diethild Buchheim, geborene Diethild Wickboldt (* 19. Juli 1922 in Mecklenburg; † 8. März 2014 in Tutzing), war eine deutsche Buchhändlerin und Ehefrau von Lothar-Günther Buchheim.
Diethild Wickboldt war Buchhändlerin in Mecklenburg. 1950 lernte sie Lothar-Günther Buchheim auf der Leipziger Buchmesse kennen und heiratete ihn 1955. Sie baute maßgeblich mit Hilfe ihrer Schwestern den Buchheim-Verlag in Feldafing mit auf, der u. a. „Dittis Blätterbilder“ herausgab.
Zusammen mit ihrem Mann baute sie das Museum der Phantasie in Bernried auf und wurde Vorstandsvorsitzende der Buchheim-Stiftung.